# Experimento láser de alcance lunar

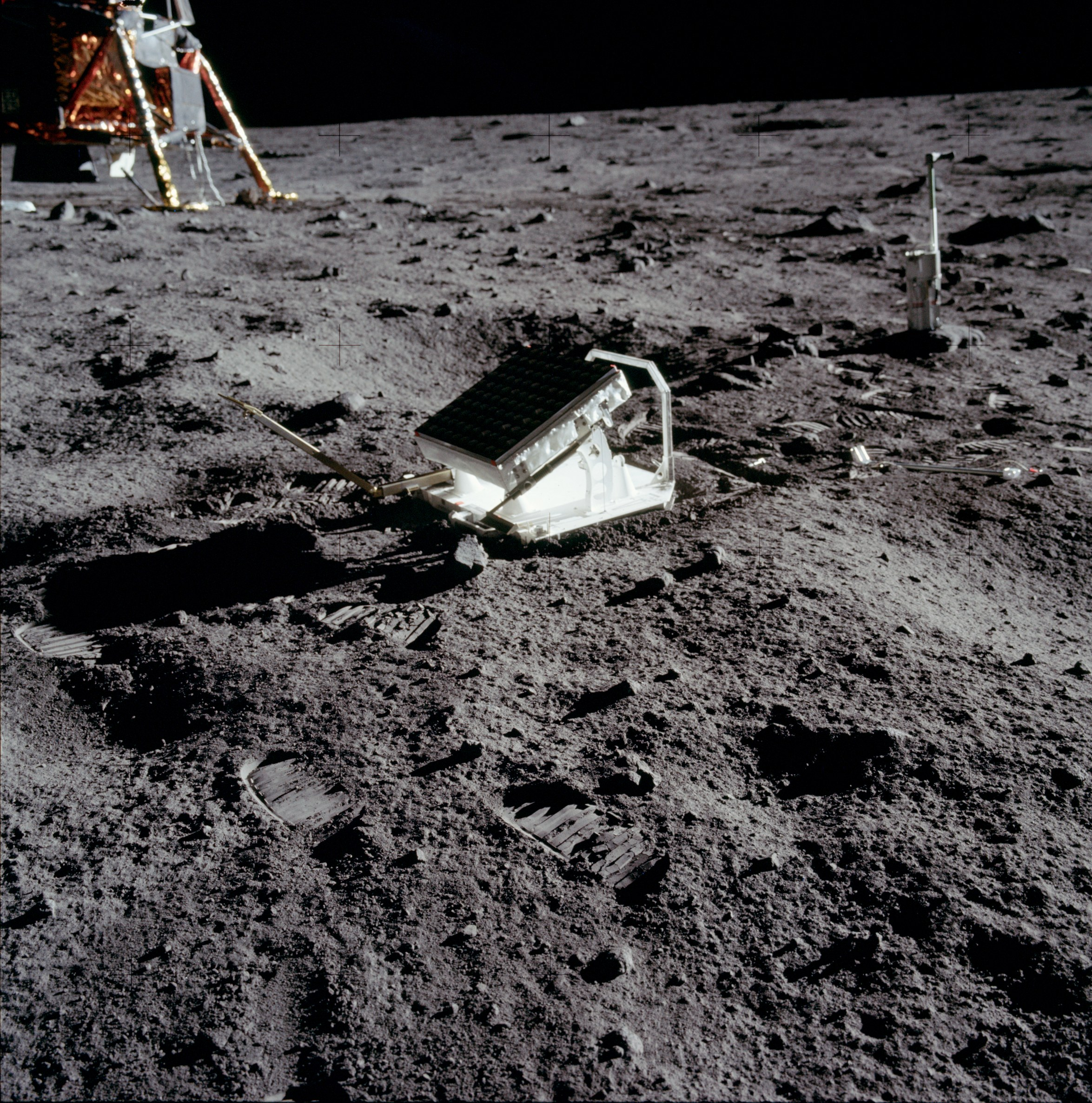
Experimento láser de alcance lunar de la misión Apolo 11

Un experimento láser de alcance lunar (nombre original en inglés, Lunar Laser Ranging, abreviado como LLR), es la práctica de medir la distancia entre las superficies de la Tierra y de la Luna usando telemetría láser. La distancia entre la Tierra y la Luna se puede calcular a partir del tiempo de ida y vuelta de los pulsos de un haz láser que viajan a la velocidad de la luz, y que son reflejados de regreso a la Tierra por la superficie de la Luna o por uno de los retrorreflectores instalados en ella. Tres de ellos fueron colocados por el Programa Apolo de Estados Unidos (misiones Apolo 11, Apolo 14 y Apolo 15), dos por las misiones Lunojod 1 y 2 soviéticas, y otro más por la nave Chandrayaan-3 de la India.
Aunque es posible reflejar luz u ondas de radio directamente desde la superficie de la Luna (proceso conocido como rebote lunar), se puede realizar una medición de alcance mucho más precisa utilizando retrorreflectores, ya que debido a su pequeño tamaño, la dispersión temporal en la señal reflejada es mucho más pequeña.
Las mediciones de alcance láser también se pueden realizar con retrorreflectores instalados en satélites en órbita lunar, como el Lunar Reconnaissance Orbiter (LRO).

## Historia

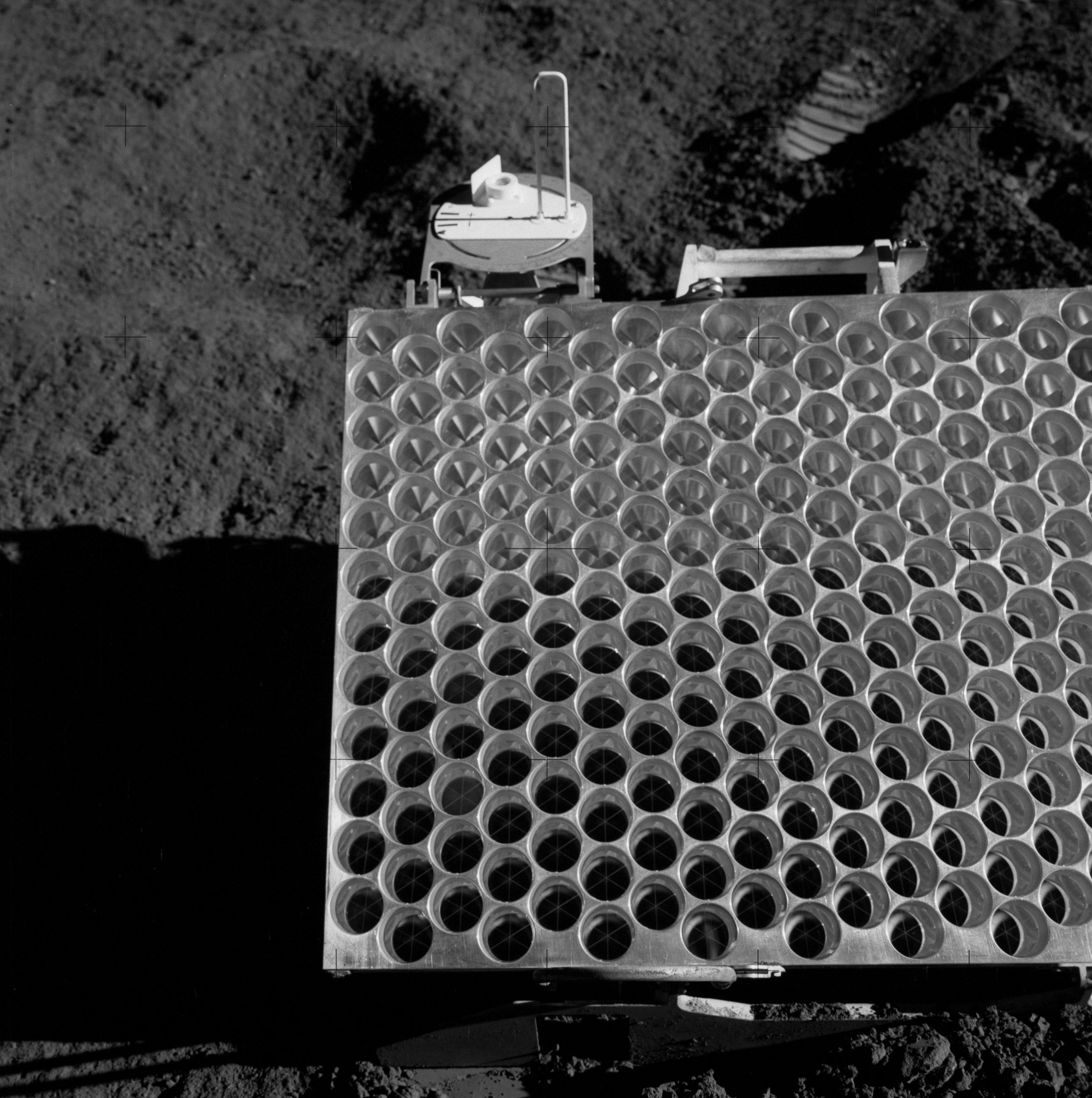
Retrorreflector láser lunar del Apolo 15

Esquema del retrorreflector del Apolo 15

Los primeros experimentos exitosos de mediciones de alcance lunar se llevaron a cabo en 1962, cuando Louis Smullin y Giorgio Fiocco del Instituto de Tecnología de Massachusetts lograron observar pulsos láser reflejados desde la superficie de la Luna usando un láser con una longitud de pulso de 50J y 0,5 milisegundos. Medidas similares fueron obtenidas más tarde ese mismo año por un equipo soviético en el Observatorio Astrofísico de Crimea utilizando un láser de rubí con conmutación Q.
Poco después, el estudiante graduado de la Universidad de Princeton James Faller propuso colocar reflectores ópticos en la Luna para mejorar la precisión de las mediciones. Esto se logró tras la instalación de una matriz retrorreflector el 21 de julio de 1969 por la tripulación del Apolo 11. Las misiones Apolo 14 y Apolo 15 dejaron dos conjuntos de retrorreflectores más. Las mediciones exitosas con láser de alcance lunar realizadas con el retrorreflector fueron reportadas por primera vez el 1 de agosto de 1969 por el telescopio de 3,1 m del Observatorio Lick. Pronto siguieron las observaciones desde el Observatorio de alcance lunar de los Laboratorios de Investigación de la Fuerza Aérea de Cambridge en Arizona, el Observatorio del Pic du Midi en Francia, el Observatorio Astronómico Nacional de Tokio y el Observatorio McDonald en Texas.
Los róvers robóticos soviéticos Lunojod 1 y Lunojod 2 llevaron retrorreflectores más pequeños. Las señales reflejadas fueron inicialmente recibidas desde el Lunojod 1 por la Unión Soviética hasta 1974, pero no por los observatorios occidentales, que no tenían información precisa sobre su ubicación. En 2010 se localizó el róver Lunojod 1 en las imágenes tomadas por el satélite Lunar Reconnaissance Orbiter de la NASA, y en abril de 2010 un equipo de la Universidad de California examinó el funcionamiento del dispositivo soviético. Lunokhod 2's continúa enviando señales a la Tierra. Los conjuntos de espejos del Lunojod proporcionan un menor rendimiento bajo la luz solar directa, un factor que sí se consideró en la ubicación de los reflectores durante las misiones Apolo.
El conjunto de espejos del Apolo 15 tiene tres veces el tamaño de los dispositivos dejados por las dos misiones Apolo anteriores. Su tamaño lo convirtió en el objetivo de tres cuartas partes de las mediciones tomadas en los primeros 25 años del experimento. Las mejoras en la tecnología desde entonces han dado como resultado un mayor uso de los otros dispositivos más pequeños, por parte del Observatorio de la Costa Azul en Niza, Francia; y del Apache Point Observatory Lunar Laser-ranging Operation (APOLLO) en el Observatorio de Apache Point en Nuevo México.
En la década de 2010 se planificaron varios nuevos retrorreflectores. El reflector MoonLIGHT, que iba a ser colocado por el módulo de aterrizaje privado MX-1E, fue diseñado para aumentar la precisión de las mediciones hasta 100 veces con respecto a los sistemas existentes. La misión estaba programada para lanzarse en julio de 2020, pero finalmente se canceló en febrero de 2020. El módulo de aterrizaje lunar Chandrayaan-3 de la India colocó con éxito un sexto reflector en la Luna en agosto de 2023. MoonLIGHT se lanzará a principios de 2024 con una misión del programa de la NASA Commercial Lunar Payload Services (CLPS).

## Principio

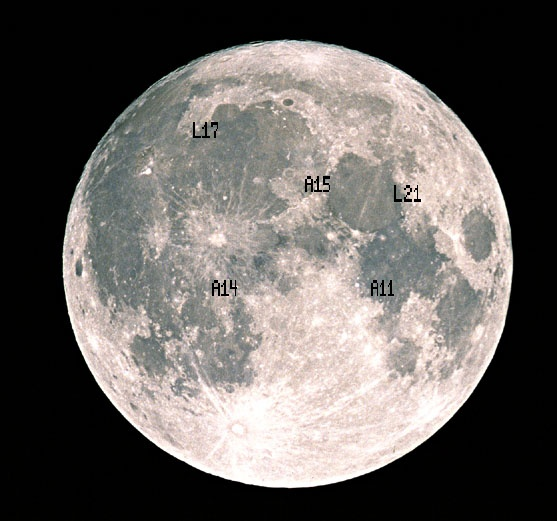
Imagen de la cara visible de la Luna que muestra la ubicación de los retrorreflectores dejados en la superficie por las misiones Apolo y Lunojod.

La distancia a la Luna se calcula aproximadamente usando la ecuación:
distancia = (velocidad de la luz × lapso de retraso del pulso reflejado) / 2
Dado que la velocidad de la luz es una constante definida, la conversión entre distancia y tiempo de recorrido se puede obtener sin ambigüedad alguna.
Para calcular la distancia lunar con precisión, se deben considerar muchos factores además del tiempo de ida y vuelta de aproximadamente 2,5 segundos. Estos factores incluyen la ubicación de la Luna en el cielo, el movimiento relativo de la Tierra y la Luna, la rotación de la Tierra, la libración, el movimiento polar, el tiempo atmosférico, la velocidad de la luz en varias partes del aire, el retraso de propagación a través de la atmósfera terrestre, la ubicación de la estación de observación y su movimiento debido a la tectónica de placas y las mareas, y los efectos de la relatividad. La distancia cambia continuamente por varias razones, pero en promedio es de 385 000,6 km (239 228,9 mi) entre el centro de la Tierra y el centro de la Luna. Las órbitas de la Luna y los planetas se integran numéricamente junto con la orientación física de la Luna llamada libración.
En la superficie de la Luna, el haz tiene aproximadamente 6,5 km de anchura y los científicos comparan la tarea de apuntar el rayo con el uso de un rifle para acertar a una moneda de 10 centavos en movimiento a 3 km de distancia. La luz reflejada es demasiado débil para ser vista por el ojo humano. De un pulso láser de 3×1017 fotones dirigido al reflector, solo alrededor de entre 1 y 5 regresan a la Tierra, incluso en buenas condiciones. Se pueden identificar como provenientes del láser debido a su alta monocromía.
Desde 2009, la distancia a la Luna se puede medir con precisión milimétrica. En un sentido relativo, esta es una de las mediciones de distancia más exactas jamás realizadas, y equivale a determinar la distancia entre Los Ángeles y Nueva York con una precisión del ancho de un cabello humano.

## Lista de observatorios
La siguiente tabla presenta una lista de estaciones con haces láser de alcance lunar activas e inactivas en la Tierra.
| Observatorio                                               | Proyecto | Tiempo de funcionamiento                 | Telescopio | Láser                                   | Precisión     | Referencia    |
| ---------------------------------------------------------- | -------- | ---------------------------------------- | ---------- | --------------------------------------- | ------------- | ------------- |
| Observatorio McDonald, Texas, Estados Unidos               | MLRS     | 1969–1985 1985–2013                      | 2.7 m      | 694 nm, 7 J 532 nm, 200 ps, 150 mJ      |               | [ 30 ] [ 22 ] |
| Observatorio Astrofísico de Crimea (CrAO), URSS            |          | 1974, 1982–1984                          |            | 694 nm                                  | 3.0–0.6 m     | [ 31 ]        |
| Observatorio de la Costa Azul (OCA), Grasse, Francia       | MeO      | 1984–1986 1986–2010 2010–presente (2021) |            | 694 nm 532 nm, 70 ps, 75 mJ 532/1064 nm |               | [ 22 ] [ 32 ] |
| Haleakala Observatory, Hawái, Estados Unidos               | LURE     | 1984–1990                                |            | 532 nm, 200 ps, 140 mJ                  | 2.0 cm        | [ 22 ] [ 33 ] |
| Matera Laser Ranging Observatory (MLRO), Italia            |          | 2003–presente (2021)                     |            | 532 nm                                  |               |               |
| Observatorio de Apache Point, Nuevo México, Estados Unidos | APOLLO   | 2006–2021 2021–presente (2023)           |            | 532 nm, 100 ps, 115 mJ                  | 1.1 mm        | [ 22 ] [ 34 ] |
| Observatorio Geodésico Wettzell, Alemania                  | WLRS     | 2018–presente (2021)                     |            | 1064 nm, 10 ps, 75 mJ                   |               | [ 35 ]        |
| Observatorio Astronómico de Yunnan, Kunming, China         |          | 2018                                     | 1.2 m      | 532 nm, 10 ns, 3 J                      | nivel métrico | [ 36 ]        |

## Análisis de datos
Los datos obtenidos con láser de alcance lunar se recopilan con el fin de obtener valores numéricos para determinar una serie de parámetros. El análisis de estos datos implica cuestiones como la dinámica orbital de la Luna, y la geofísica terrestre o la geofísica lunar. El problema de modelización implica dos aspectos: un cálculo preciso de la órbita y de la orientación de la Luna, y un modelo preciso para el tiempo de vuelo desde una estación de observación hasta un retrorreflector y su regreso al observatorio. Los datos modernos de alcance láser lunar se pueden ajustar con un residuo ponderado de 1 cm de error cuadrático medio.
- La distancia entre el centro de la Tierra y el centro de la Luna se calcula mediante un programa que integra numéricamente las órbitas lunares y planetarias teniendo en cuenta la atracción gravitatoria del Sol, los planetas y una selección de asteroides.[37][23]

- El mismo programa integra la orientación física en 3 ejes de la Luna, conocida como libración.

Los modelos de determinación de la distancia a la Luna tienen en consideración:
- La posición de la estación de medición, que tiene en cuenta el movimiento debido a la tectónica de placas, la rotación de la Tierra, la precesión de los equinoccios, la nutación y el movimiento polar.
- Mareas en la Tierra sólida y movimiento estacional de la Tierra sólida con respecto a su centro de masa.
- Transformación relativista de coordenadas temporales y espaciales desde un marco que se mueve con la estación a un marco fijo con respecto al centro de masa del sistema solar. La contracción de Lorentz de la Tierra es parte de esta transformación.
- Retraso provocado al atravesarse la atmósfera terrestre.
- Retraso relativista debido a los campos de gravedad del Sol, la Tierra y la Luna.
- La posición del retrorreflector tiene en cuenta la orientación de la Luna y las mareas gravitatorias sobre los cuerpos sólidos.
- Contracción de Lorentz de la Luna.
- Dilatación y contracción térmica de los soportes del retrorreflector.

Para el modelo terrestre, los Convenios IERS (2010) son una fuente de información detallada.

## Resultados
Los datos de mediciones láser de alcance lunar están disponibles en el Centro de análisis lunar del Observatorio de París, los archivos del Servicio internacional de Láser de Largo Alcance, y las estaciones activas. Algunos de los hallazgos de este experimento a largo plazo son:

### Características de la Luna
- La distancia a la Luna se puede medir con precisión milimétrica.[28]
- La Luna se aleja de la Tierra en espiral a una velocidad de 3,8 cm anuales. [24][43] Esta tasa se ha descrito como anormalmente alta.[44]
- El núcleo fluido de la Luna fue detectado a partir de los efectos de la disipación del límite entre el núcleo y el manto.[45]
- La Luna posee efectos físicos libres de libración que requieren uno o más mecanismos que los generen.[46]
- La disipación de las mareas en la Luna depende de la frecuencia de las mareas.[43]
- La Luna probablemente tiene un núcleo líquido de aproximadamente el 20% del radio de la Luna. [11] El radio del límite entre el núcleo y el manto lunar se determina en 381±12 km. [47]
- El achatamiento polar del límite entre el núcleo y el manto lunar se determina en 2,2±0,6×10-4 km. [47]
- El período del núcleo libre en nutación de la Luna se determina en 367±100 años.[47]
- Las ubicaciones precisas de los retrorreflectores sirven como puntos de referencia visibles para las naves espaciales en órbita.[48]

### Física gravitacional
- La teoría de la gravedad de Einstein (teoría de la relatividad general) predice la configuración de la órbita de la Luna dentro de la precisión de las mediciones láser de largo alcance. [11][49]
- El gauge fijo juega un papel importante en una correcta interpretación física de los efectos relativistas en el sistema Tierra-Luna observados con la técnica del láser de largo alcance.[50]
- Se ha descartado con gran precisión la probabilidad de cualquier efecto Nordtvedt (una hipotética aceleración diferencial de la Luna y de la Tierra hacia el Sol causada por sus diferentes grados de compacidad),[51][49][52] respalda firmemente el principio de equivalencia.
- La fuerza universal de la gravedad es muy estable. Los experimentos han limitado el cambio  de la constante de gravitación universal newtoniana G a un factor de 2±7×10-13 por año.[53]

## Galería

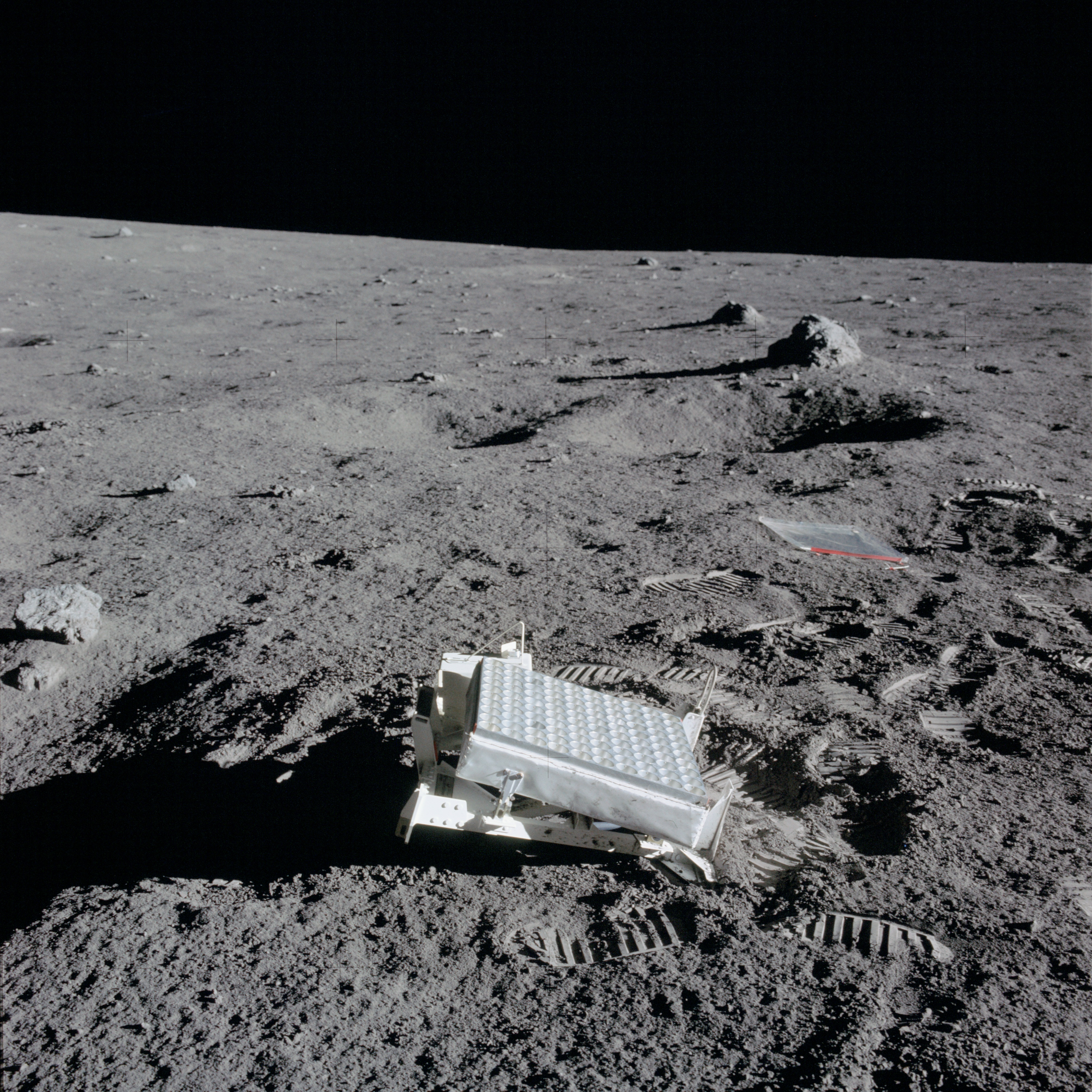
Lunar Ranging Retro Reflector del Apollo 14 (LRRR)
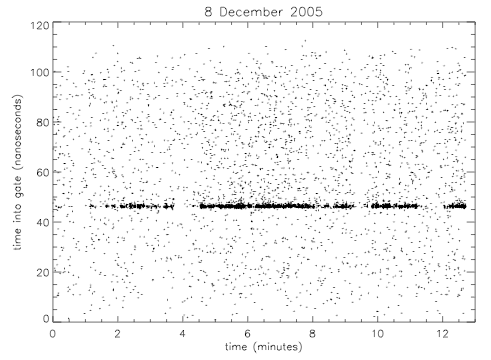
APOLLO tiempos de retorno del pulso de fotones
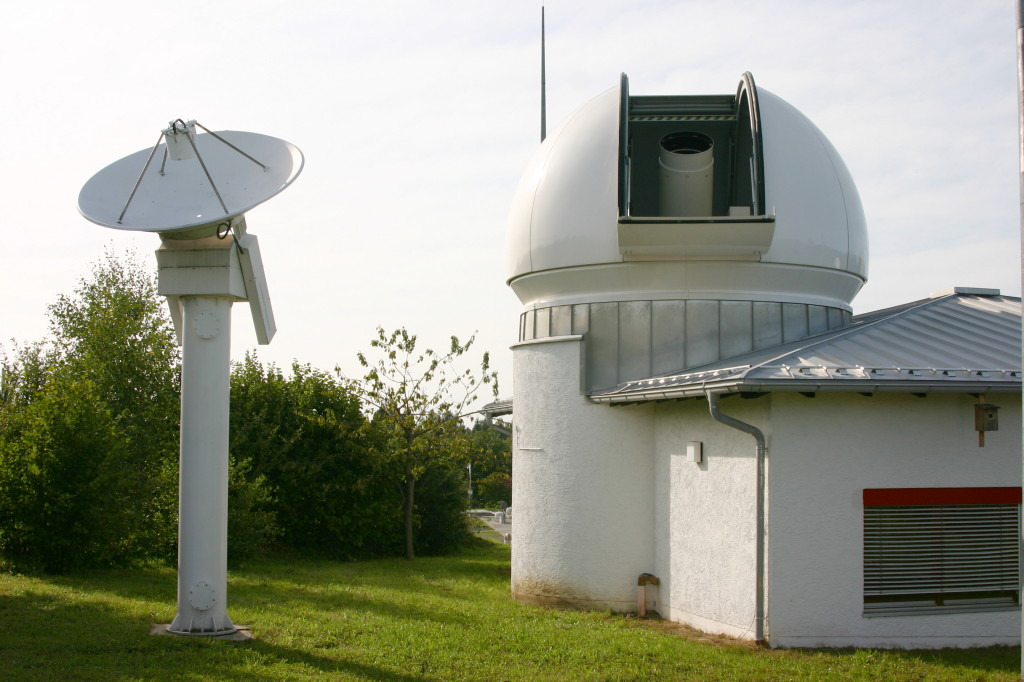
Instalación de medición por láser en Wettzell (Baviera, Alemania)
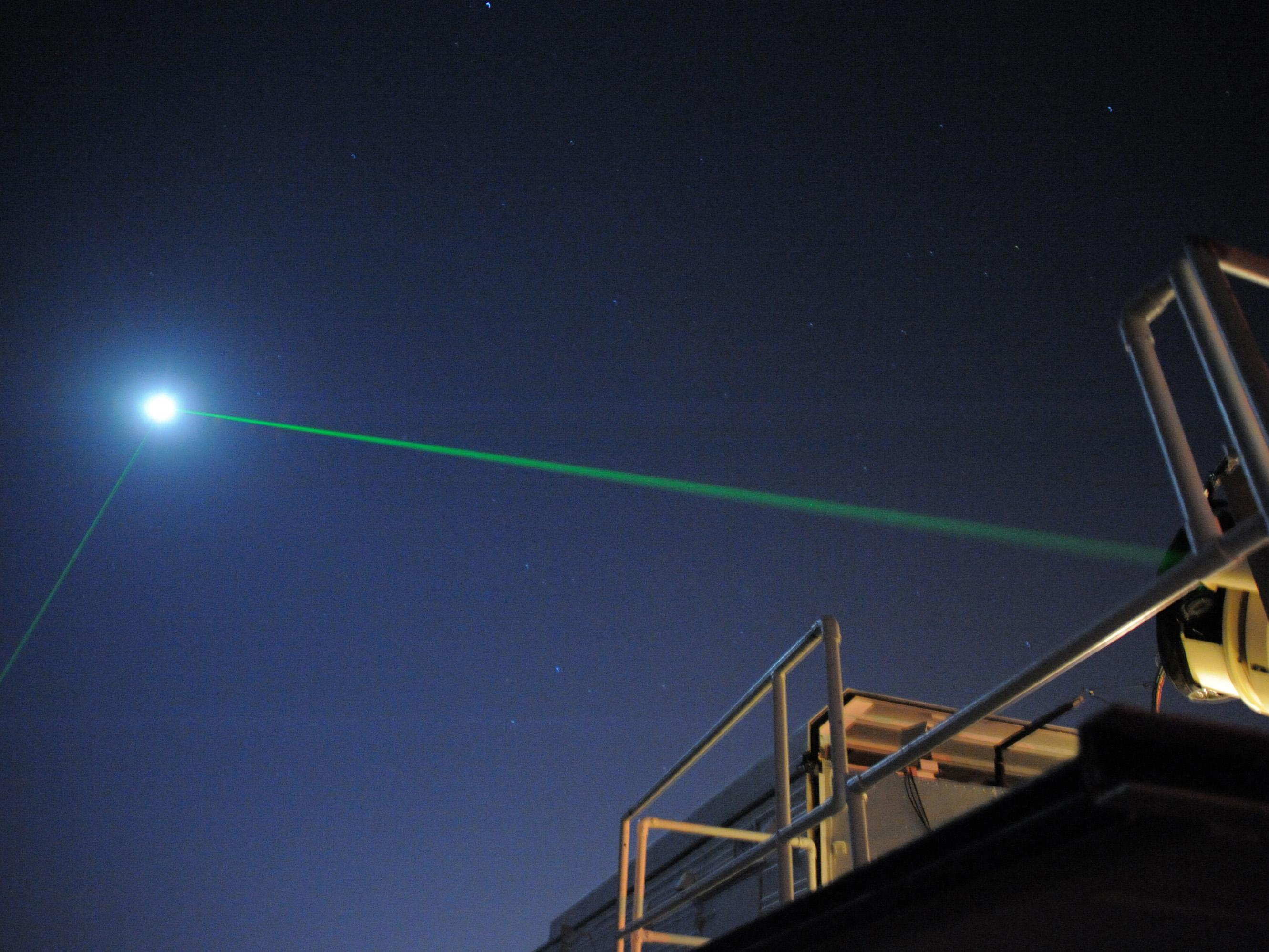
Láser de largo alcance en el Centro de Vuelo Espacial Goddard